# Jiangcheng, Pu'er
Jiangcheng, tidigare stavat Kiangcheng, är ett autonomt härad för hani- och yi- folken som lyder under Pu'ers stad på prefekturnivå i Yunnan-provinsen i sydvästra Kina.